# Melanolophia borea
Melanolophia borea là một loài bướm đêm trong họ Geometridae.